# Tortoise (альбом)
Tortoise — дебютный студийный альбом американской рок-группы Tortoise. Он был выпущен в 1994 году лейблом Thrill Jockey. Альбом получил положительные отзывы музыкальной критики и интернет-изданий.
К марту 1998 года продажи Tortoise составили 35 000 копий (8 000 виниловых пластинок и и 27 000 CD).

## Отзывы
| Оценки критиков                     | Оценки критиков |
| Источник                            | Оценка          |
| ----------------------------------- | --------------- |
| AllMusic                            | [ 3 ]           |
| Chicago Tribune                     | [ 4 ]           |
| The Encyclopedia of Popular Music   | [ 5 ]           |
| Melody Maker                        | [ 6 ]           |
| (The New) Rolling Stone Album Guide | [ 7 ]           |
| Uncut                               | [ 8 ]           |

Альбом получил положительные отзывы музыкальной критики и интернет-изданий.
Trouser Press отметил, что «манящая теплота мягко смещающихся ритмов… заставляет забыть, что в альбоме нет ни малейшей гитары и лишь кратчайшее дуновение стандартных клавишных». В своей рецензии на AllMusic Гленн Свон пишет, что Tortoise «разделяют равную ответственность и доверие друг к другу, выливая густое рагу из медитативных грувов, лёгких продюсерских экспериментов и ржавой гитарно-струнной атмосферы — подобное редко звучало так доступно, но это не значит, что альбом является продажным прыжком в коммерцию. Есть пара моментов, от которых голова идёт кругом, и мутных моментов, которые не производят особого впечатления, но квинтет сплёл такую богатую паутину настроения и индивидуальности, что любое падение с высоты едва ли изменит высоту».

## Список композиций
Слова и музыка всех песен — Tortoise (Dan Bitney, Bundy K. Brown, John Herndon, Doug McCombs и John McEntire).
| №                   | Название                   | Длительность |
| ------------------- | -------------------------- | ------------ |
| 1.                  | «Magnet Pulls Through»     | 4:37         |
| 2.                  | «Night Air»                | 3:50         |
| 3.                  | «Ry Cooder»                | 7:04         |
| 4.                  | «Onions Wrapped in Rubber» | 6:40         |
| 5.                  | «Tin Cans & Twine»         | 4:20         |
| 6.                  | «Spiderwebbed»             | 8:33         |
| 7.                  | «His Second Story Island»  | 2:41         |
| 8.                  | «On Noble»                 | 4:05         |
| 9.                  | «Flyrod»                   | 3:29         |
| 10.                 | «Cornpone Brunch»          | 4:44         |
| Общая длительность: | Общая длительность:        | 50:03        |